# Perispomenon
Perispomenon är en beteckning för ord på antik grekiska som har en circumflex på slutstavelsen (ultima).
En Properispomenon är en beteckning för ord på antik grekiska som har en circumflex på näst sista stavelsen (penultima).
Om en ord på antik grekiska har circumflex så måste den stå på en av de sista två stavelserna.